# Дор (Велізький район)
Дор (рос. Дор) — присілок Велізького району Смоленської області Росії. Входить до складу Заозерського сільського поселення.
Населення — 8 осіб (2007 рік).